# サミズダート

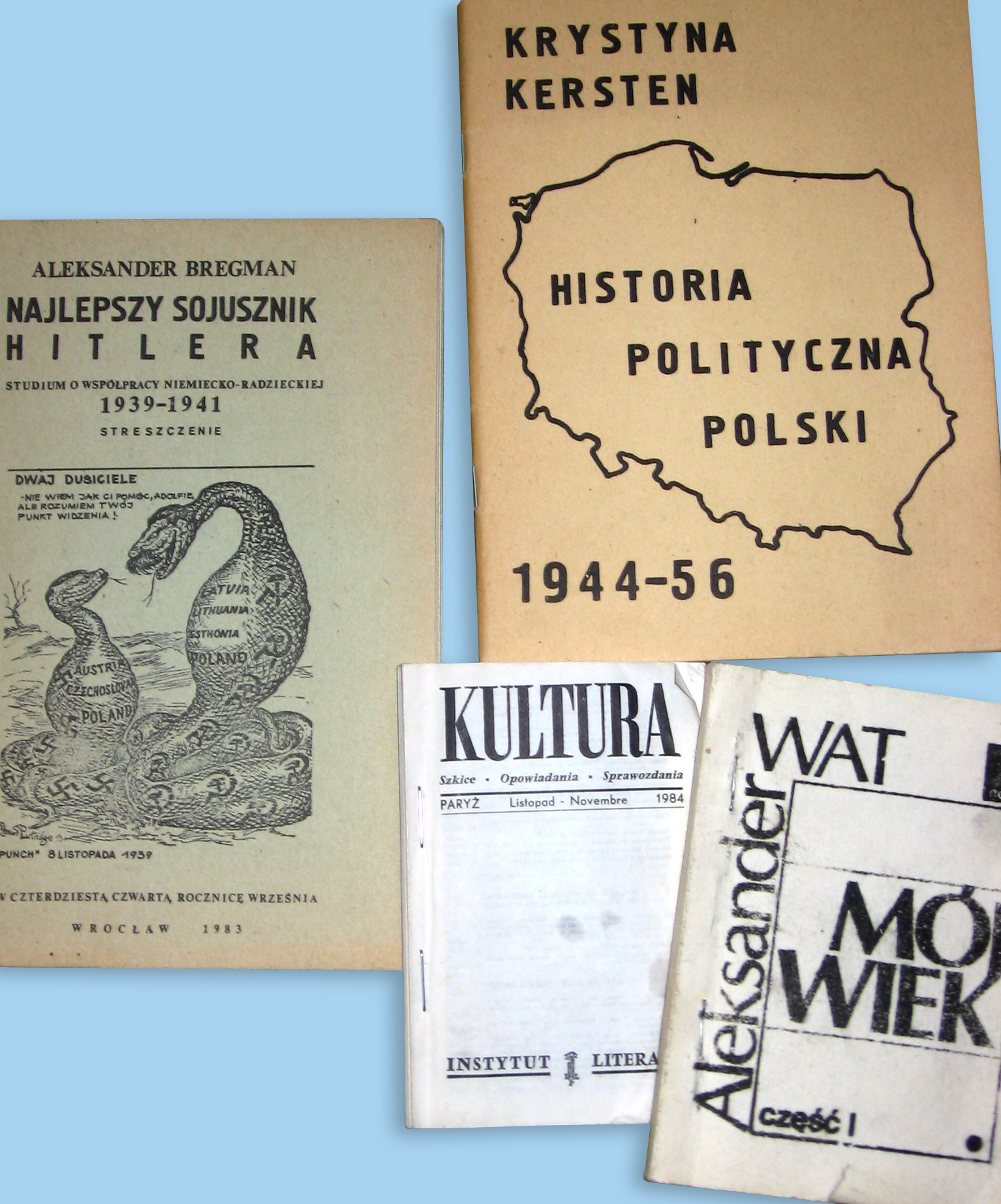
1980年代にポーランドで刊行された地下出版物

サミズダート（ロシア語: самиздат; [səmɨˈzdat]）とは、ソビエト連邦（ソ連）やその東欧衛星諸国、ロシア連邦で地下出版されてきた書物。ロシア語で自主出版というのが原義だが、発禁となった、あるいはそうなることが予想される書物を密かに印刷・複製して、読者から読者へと流通させる。言論の自由、報道の自由を含めて表現の自由が制限された東側諸国において、ソ連の反体制派などが用いた。
ソビエト連邦の崩壊後のロシア連邦において、ウラジーミル・プーチン政権は2022年に始めたウクライナ侵攻への批判を含めて、言論を厳しく統制している。反政権的な報道や言論活動の多くはインターネットにおいてネット検閲や処罰を警戒しながら行なわれているが、紙に印刷されたサミズダートも復活している。
発禁物を所持もしくは複製し逮捕された者には過酷な処罰が与えられたので、公式に課せられた検閲を逃れるこの草の根運動の実践は危険に満ちていた。ウラジミール・ブコフスキーはサミズダートをこう定義した――「私が自分自身でそれを創作し、編集し、検閲し、出版し、配布し、そしてそれのために投獄された。」

## 方法
ミハイル・ブルガーコフの小説『巨匠とマルガリータ』やヴァーツラフ・ハヴェルの著書『力なき者の力』のようなサミズダートの複製文書は、基本的に、友人の間で回し読みされるものであった。手もしくはタイプライターによりカーボン紙で数部を複製するというものから、夜勤の間にメインフレーム機のプリンターで印刷したり、セミプロ級の印刷機 (printing press) でより多くの部数を印刷したりというものまで、発禁の文学や雑誌を複製する方法も様々であった。グラスノスチまでは、職場にあるコピー機、印刷機、さらにはタイプライターまでもがソ連国家保安委員会（KGB）の出先機関である第1部局の管理下にあったので、こうした行動は危険なものであった。これらすべての使用記録のプリントアウトが、使用者特定のために保管されていた。

## 用語と関連概念
語源的には、「サミズダート」という語はsam (露: сам, 「自身（で）」)とizdat (露: издат, издательство, izdatel’stvo の略語で「出版社」)からなり、「自主出版」を意味する。ウクライナ語でこれに対応する語は「サムヴィダーヴ」（самвидав）であり、sam（自身）とvydannya（出版）からなる。
この語は、ロシアの詩人ニコライ・グラズコフによって1940年代に駄洒落として造語されたもので、グラズコフは自身の詩の複製の最初のページにSamsebyaizdat (самсебяиздат, 「自分自身による出版社」)とタイプしたのだった。これはPolitizdat（「政治出版社」）のようなソ連の典型的な出版社名からの類推による造語であった。
「マグニティズダート」はмагнитная лента（「磁気テープ」）からの造語で、反体制の音楽グループ、シンガーソングライター（バード）、もしくは講演などの音声の録音テープを回し聴きするというものである。
「タミズダート」はтам（「向こう」）からの造語で、国外で出版された文学を指す。密輸された原稿によるものが多かった。
ポーランドの地下出版の歴史においては、共産主義時代後期に通常用いられた言葉はdrugi obieg（「第2流通」）であり、検閲を経た合法な出版物の流通を「第1」とする含意があった。bibuła（「吸い取り紙」）という言葉はより古く、ポーランド分割の時代には既に使われていた。

## 歴史
自主出版 と自主流通による文学には長い歴史があるが、「サミズダート」はスターリン以降のソビエト連邦およびそれに似た専制政治体制下の国々に特有の現象である。警察国家の検閲による支配下で、こうした社会は自己分析と自己表現のために地下文学を用いたのである。

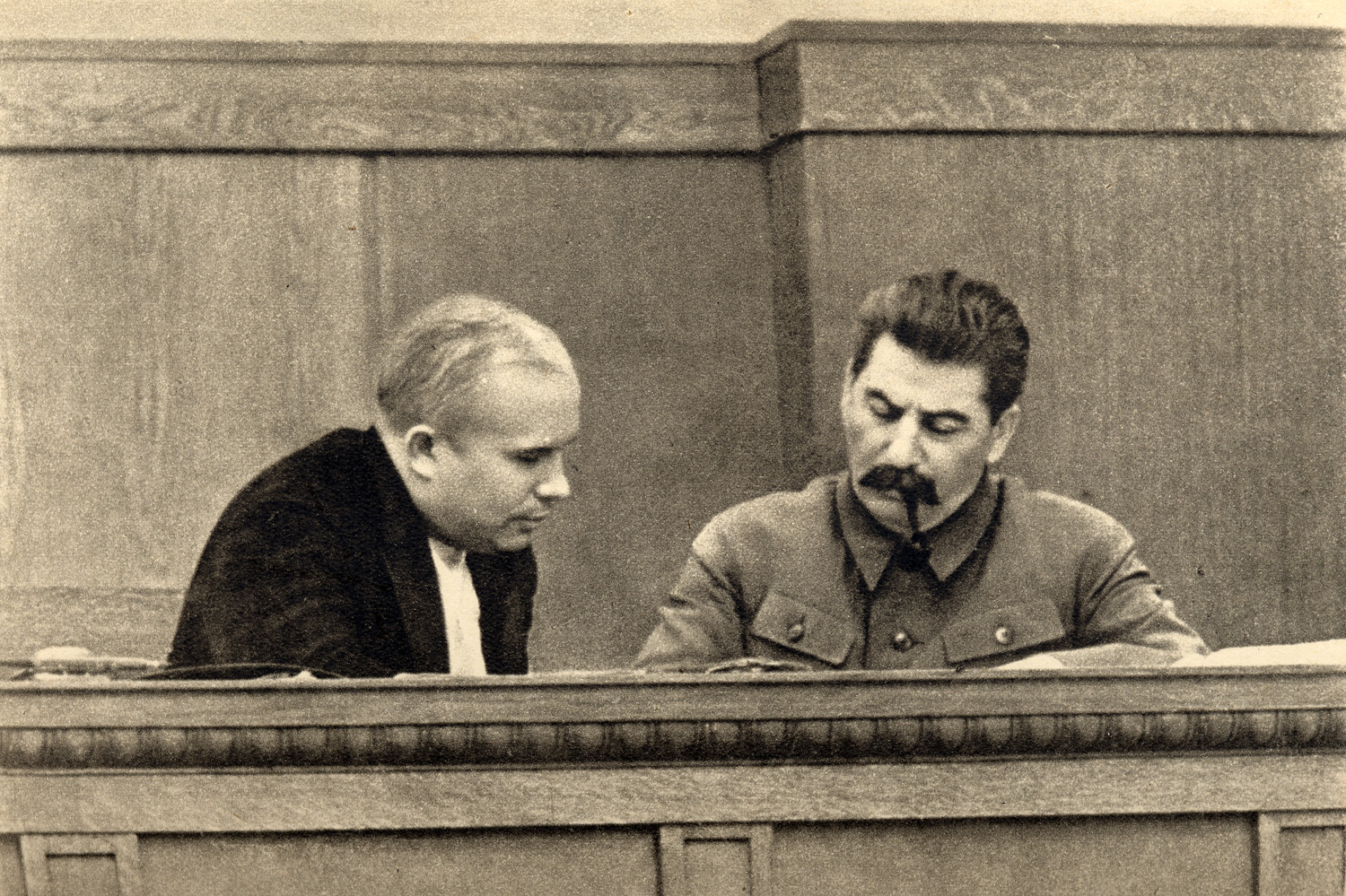
フルシチョフ（左）とスターリン

スターリンの死およびスターリン批判とそれに続く1950年代中盤のフルシチョフの雪解けの始まりにおいては、詩が大変な人気となり、幅広い著名な発禁・被抑圧詩人たちだけでなく無名の若い詩人たちの作品までもがソ連のインテリの間で流通した。
1958年6月29日には、スターリン体制下で自殺した未来派の詩人ウラジーミル・マヤコフスキーの彫像がモスクワの中央に建立された。公式の式典の最後では公開の即興詩の朗読が催された。モスクワ人たちはこの比較的自由な表現の雰囲気を大変に気に入り、朗読は定期的に行われるようになりロシア語: Маяк（「灯台」）と知られるようになった。参加者の大部分は学生であった。しかしながら、それは長く続かず当局は集会を取り締まるようになった。1961年の夏には、エドゥアルド・クズネツォフを含む複数の集会常連が逮捕され「反ソビエトの扇動とプロパガンダ」（ロシア・ソビエト連邦社会主義共和国刑法第70条）の罪に問われた。モスクワのサミズダート雑誌"Синтаксис"（「シンタクシス」）の編集・出版者であったアレクサンドル・ギンズブルグは1960年に逮捕された。
国家の支配下にあるメディアでの合法的な出版物の一部、たとえば1962年11月に『ノヴィ・ミール』誌で発表されたアレクサンドル・ソルジェニーツィンの小説『イワン・デニーソヴィチの一日』（1970年にノーベル文学賞を受賞）などは流通しているものを見付けるのは実質上不可能で（後には流通から取り除かれ）、サミズダートへと向かうこととなった。
サミズダートで出版されたもの全てが政治的色合いを帯びていたというわけではない。1963年には、ヨシフ・ブロツキー（1987年にノーベル文学賞を受賞）は「社会の寄生虫」として罪に問われ、詩人以外の何者でもなかったとして有罪判決を受けた。1960年代中盤には、地下の文学グループСМОГ（"Самое Молодое Общество Гениев", 「天才たちの最も若い協会」：頭字語でロシア語の「〜できた」となる）は文学アルマナックの"Сфинксы"（「スフィンクス」）、および詩と散文集を発行した。彼らの作品の一部は1910-20年代のロシア・アヴァンギャルドに近いものであった。
1965年には作家ユーリー・ダニエリとアンドレイ・シニャフスキー)の見せしめ裁判（シニャフスキー＝ダニエル裁判、同じく第70条の罪に問われた）が行われ、弾圧も強化され、雪融けは終焉しサミズダート作家にとってより厳しい時代の到来となった。この裁判はユーリ・ガランスコフとアレクサンドル・ギンズブルグにより『白書』として注意深く文書化された。この両著者もまた後に逮捕され、「4人の裁判」として知られた裁判により実刑判決を受けた。サミズダートの一部はより政治的なものとなってゆき、ソ連の反体制運動で重要な役割を担った。
1964年から1970年にかけて、歴史家のロイ・メドヴェージェフは定期的に分析資料を刊行し、後にそれは西側諸国で"Политический дневник"（「政治日誌」）として出版された。
最も長く続き、最も良く知られたサミズダートの出版物の一つは情報誌"Хроника текущих событий"（『時事クロニクル』）であり、ソ連での人権の擁護を目的としていた。1968年から1983年にかけての15年間で、63号までが刊行された。匿名の執筆者たちは、フィードバックや次の号に載せるべき地方の情報を雑誌の流通と同じルートを利用して送ることを読者に推奨していた。『クロニクル』はドライで簡潔な文体で知られていた。お決まりの標題は「逮捕、捜査、尋問」「法廷外での弾圧」「刑務所とグラグにて」「サミズダートのニュース」「宗教の迫害」「クリミア・タタール人の迫害」「ウクライナでの弾圧」「リトアニアの出来事」などであった。執筆者たちは『クロニクル』はソビエト連邦憲法に照らして違法な出版物ではないと主張し続けていたが、ナタリヤ・ゴルバネフスカヤユーリー・シハノヴィッチ、ピョートル・ヤキール、ヴィクトル・クラシン、セルゲイ・コヴァリョフ、アレクサンドル・ラヴト、タチアナ・ヴェリカノヴァら数多くの関係者が逮捕された。
もう一つの特筆すべき長期刊行物はオトカズニク（当局によって出国を拒否された者達）による政治と文学の雑誌"Евреи в СССР"（『ソ連のユダヤ人』）であり、1972-1980年の間におよそ20号が発行された。
コンピュータ技術の拡散が進むと、政府がサミズダートの複製と配布を制御することは事実上不可能となった。
サミズダートで良く知られた漫画のキャラクターにはスーパーヒロインのオクトブリアナがいる。
『ロシアン・ライフ』誌の2009年6月号で、オレグ・カシンは1970年代後半のサミズダートでの反ユダヤ主義的傾向をこう記述している――「"русисты"（「ロシア派」、「ロシア党」）は……レオニード・ブレジネフ時代の政治風景の非常に奇妙な要素であった。メンバーたちは自分達を実質上の反体制派だと感じていた一方で、そのほとんどが作家やジャーナリストたちのメディアにおいて公的に一流の地位を占めていたのである。」

## 他国での類似の現象

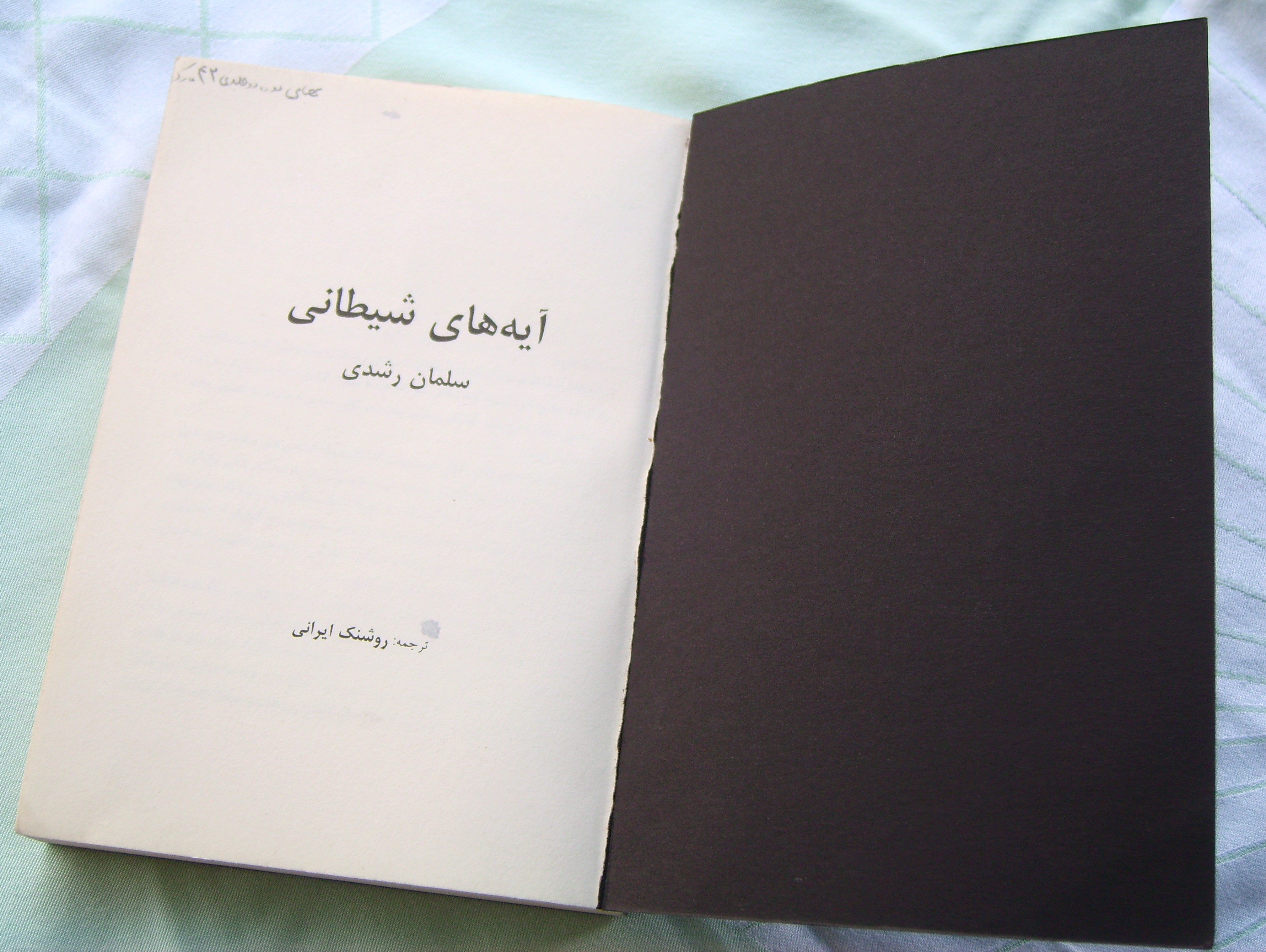
イランで地下出版されたサルマン・ラシュディ『悪魔の詩』（1988年）

パフラヴィー朝イランは1964年、イスラム教シーア派指導者ルーホッラー・ホメイニーを追放したが、ホメイニーの説教はカセットテープによって密かにイランに持ち込まれ、広くコピーされ、ホメイニーの人気を高め、イラン革命へと至る要因の一つとなった。イラン革命によりイラン・イスラム共和国が樹立されると、今度は革命政府がイスラム教への批判やシーア派以外の宗派、人権活動家などを弾圧した（「イラン・イスラーム共和国における人権」参照）。サルマン・ラシュディ『悪魔の詩』（1988年）のような作品は、神権政治の宗教共和国においては、イラン版のサミズダートとも言える地下出版物として現れた。
ドイツ軍では、手書きの素材を出版する伝統が第一次世界大戦（ドイツ帝国軍）と第二次世界大戦（ドイツ国防軍）の両方の間で存在した。
ポーランドとリトアニアには地下出版の長い歴史がある。
ハッカー用語としては（ジャーゴンファイルの samizdat の項を参照 ）、通常では入手困難になってしまったりした文献であるが、万人にとって貴重で有用な技術情報は共有してもよいと正当化するハッカーが、独断でゼロックスコピー等といった手段で複製を作る、といった行為を指す。伝説的な例としては、『Lions' Commentary on UNIX』（翻訳版 ISBN 4-7561-1844-5 、en:Lions' Commentary on UNIX 6th Edition, with Source Code）が挙げられる。1977年、UNIXバージョン7のリリースと同時に、AT&Tは従来の学術研究向けライセンスが延長されないことをアナウンスし、UNIXのライセンスを持たずに同書を教育目的で使用することはできなくなった。しかし、同書は、その内容の貴重さと重要さから、世界のOSの研究者や学生たちの間でコピーされ続けた。後にAT&T（とSCO）も同書の流通を認め、公に再刊されたが、その際に追加収録されたコメント（日本語版にも日本での状況の話がある）には、本来は海賊版の「被害者」であるUNIXの原開発者らからの献辞の他、子・孫と何世代にもわたってコピーされたものを読んだ、といった話が寄せられている。また表紙のイラストには、コピー機を操作する眼鏡の学生と、周囲を伺うコピー用紙の束を抱えたヒゲ面の学生、そしてそれが時期的に地下行為であることを示すカレンダーが後ろにあり、コピー元の赤い装丁は正規版を意味している。